# Madame Alavieh
Madame Alavieh (persan : عَلَویه خانُم) est une nouvelle de l'écrivain iranien Sadegh Hedayat.

## Résumé
Il s'agit d'une caravane à destination de Machhad, pour faire le pèlerinage au mausolée d'Ali ar-Rida. La protagoniste Alavieh est une femme divorcée accompagnée de ses trois enfants et un jeun homme d'une vingtaine d'années, duquel elle est associée. Pourtant la relation entre ces deux n'est pas vraiment claire : d'abord il est son fils, puis son fiancé, ou même son gendre. Ils racontent des histoires de la bataille de Kerbala. Durant le voyage, quand elle parle avec deux autres femmes, Alavieh leur dit d'eux et surtout de la divorce de da fille aînée.
Ils passent la nuit dans un caravanserail. Le matin, une femme se met a lancer des injures à Alaviyeh, proclamant que celle-ci a dormi la veille avec son partenaire. Alavieh, elle aussi, commence à l'insulter. Cette scène constitue presque un tiers de la nouvelle.

## Analyse
Les pèlerins de Machhad dans cette nouvelle démontrent chacun de diverses caractéristiques humaines. Les personnages, bien que simples, sont tellement dénués de contraintes psychologiques qu'ils généralement parlent et comportent avec l'ultime transparence, et ne sont pas vraiment embarrassés quand ils se font attraper en train de faire quelque chose qu'ils ne le devait pas. Le prénom Alavieh suggère qu'elle est descendante d'Ali ibn Abi Talib.